# La Guerche
La Guerche – miejscowość i gmina we Francji, w Regionie Centralnym, w departamencie Indre i Loara.
Według danych na rok 1990 gminę zamieszkiwało 237 osób, a gęstość zaludnienia wynosiła 45 osób/km² (wśród 1842 gmin Regionu Centralnego La Guerche plasuje się na 903. miejscu pod względem liczby ludności, natomiast pod względem powierzchni na miejscu 1352.).